# Abasa (Sure)
Abasa (arabisch عبس ʿAbasa ‚Er runzelte die Stirn‘) ist die 80. Sure des Korans, sie enthält 42 Verse. Die Sure gehört zu den frühen Teilen des Korans, die in Mekka offenbart wurden (610–615). Ihr Titel bezieht sich auf den ersten Vers.
Die ersten zehn Verse tadeln ein Fehlverhalten, das in der sunnitischen Tradition dem Propheten Mohammed zugesprochen wird. Er habe einige vornehme Quraischiten bei sich gehabt und sie von seiner Botschaft zu überzeugen versucht. Da kam ein Blinder zu ihm, der übereinstimmend als Abdallah ibn Umm Maktum, ein Cousin von Mohammeds erster Frau Chadidscha, identifiziert wird. Der Blinde wusste nicht, dass der Prophet Besuch hatte, und wollte von ihm belehrt werden. Mohammed war diese Unterbrechung seines Gesprächs nicht recht. Er wandte sich von dem Blinden ab und wird deswegen vom Koran getadelt. Der zweite Teil, mit den Versen 11–16, beschreibt den Koran als „Erinnerung... auf Blättern, die in Ehren gehalten werden.“ Der dritte und letzte Teil, ab Vers 17, schildert das Wirken Gottes auf dem menschlichen Lebensweg, in der Natur, die zur Versorgung des Menschen geschaffen ist, und am Tag des Jüngsten Gerichtes.